# Prattsville (town, New York)
Pour les articles homonymes, voir Prattsville.
Prattsville est une ville du comté de Greene, situé dans l'État de New York, aux États-Unis.